# Боцвана на Светском првенству у атлетици на отвореном 2015.
Боцвана на Светском првенству у атлетици на отвореном 2015. одржаном у Пекингу од 22. до 30. августа, учествовала је петнаести пут, односно учествовала је на свим светским првенствима одржаним до данас. Репрезентацију Боцване представљало је 5 атлетичара који су се такмичили у 4 дисциплинe.,
Боцвана није освојила ниједну медаљу. Такмичари Боцване су оборили један национални и један лични рекорд. У табели успешности према броју и пласману такмичара који су учествовали у финалним такмичењима (првих 8 такмичара) Боцвана је са 1 учесником у финалу делио 57. место са 4 бода.
| Плас. | Земља   | 1. место | 2. место | 3. место | 4. место | 5. место | 6. место | 7. место | 8. место | Бр. финал. | Бод. |
| ----- | ------- | -------- | -------- | -------- | -------- | -------- | -------- | -------- | -------- | ---------- | ---- |
| =57   | Боцвана | 0        | 0        | 0        | 0        | 1        | 0        | 0        | 0        | 1          | 4    |

## Учесници
Мушкарци:
- Ајзак Маквала — 400 м, 4 х 400 м
- Onkabetse Nkobolo — 400 м, 4 х 400 м
- Најџел Ејмос — 800 м, 4 х 400 м
- Leaname Maotoanong — 4 х 400 м
- Кабело Кгосијеманг — Скок увис

## Резултати

### Мушкарци
| Атлетичар                                                         | Дисциплина | Лични рекорд | Квалификације | Квалификације | Полуфинале       | Полуфинале       | Финале            | Финале       | Детаљи                                     |
| Атлетичар                                                         | Дисциплина | Лични рекорд | Резултат      | Место         | Резултат         | Место            | Резултат          | Место        | Детаљи                                     |
| ----------------------------------------------------------------- | ---------- | ------------ | ------------- | ------------- | ---------------- | ---------------- | ----------------- | ------------ | ------------------------------------------ |
| Ајзак Маквала                                                     | 400 м      | 43,72 НР     | 44,19 КВ      | 3. у гр 2     | 44,11 КВ         | 1. у гр 2        | 44,63             | 5 / 44 (45)  | Архивирано на веб-сајту (27. август 2015)  |
| Onkabetse Nkobolo                                                 | 400 м      |              | 45,17 ЛР      | 4. у гр 4     | Није се пласирао | Није се пласирао | Није се пласирао  | 25 / 44 (45) |                                            |
| Најџел Ејмос                                                      | 800 м      | 1:41,73 НР   | 1:47,23 КВ    | 1. у гр 1     | 1:47,96          | 3. у гр 2        | Нису се пласирали | 17 / 44 (45) | Архивирано на веб-сајту (26. октобар 2015) |
| Onkabetse Nkobolo² Најџел Ејмос Leaname Maotoanong Ајзак Маквала¹ | 4 х 400 м  | 3:01,89 НР   | 2:59,95 НР    | 5. у гр 2     |                  |                  | Нису се пласирали | 9 / 16       |                                            |
| Кабело Кгосијеманг                                                | скок увис  | 2,34 НР      | 2,22          | 16. у гр. А   | =28 / 25 (27)    |                  | Нису се пласирали |              |                                            |

- Атлетичари у штафети означени бројем учествовали су појединачним дисциплинама.